# Carl Jansen
Carl Jacob Anton Christian Jansen (Colônia, 1829 — Rio de Janeiro, 21 de setembro de 1889) foi um educador, militar, escritor e jornalista teuto-brasileiro.

## Biografia
Provável filho natural do oficial prussiano Anton Herbert Jansen e da princesa Henriette Charlotte de Wied-Neuwied. Veio para o Brasil em 1851, recrutado como mercenário brummer para a Guerra contra Rosas. Participou da guerra como soldado do 2° Regimento de Artilharia Montada. Depois de desmobilizado permaneceu em Porto Alegre, onde casou com Rita de Araújo e Silva, filha do brigadeiro Gabriel de Araújo de Lima e Silva, com quem teve oito filhos. Ali inicialmente lecionou no Colégio Porto Alegre, dos irmãos Apolinário e Aquiles Porto-Alegre.

## Carreira
A partir de 1854 começa a contribuir como redator do Der Deutsche Einwanderer, onde fica até 1855, quando se transfere para o Correio do Sul. Em Porto Alegre foi editor da primeira revista literária da província, O Guaíba, que fundou junto com João Vespúcio de Abreu e Félix da Cunha, em 3 de agosto de 1856. No mesmo ano fundou a Tipografia Brasileiro-Alemã, onde imprimia a Folhinha Rio-Grandense, enviada como brinde aos assinantes de O Guaíba.
Organizou um dos primeiros almanaques populares, em alemão, do Brasil, o Der neue hinkende Teufel, que circulou entre 1856 e 1858. Publica o romance-folhetim A filha da cigana, no Jornal do Commercio de Porto Alegre, entre 18 de julho de 1877 a 6 de abril de 1878. Foi um dos cofundadores da Sociedade Partenon Literário. Colaborou com o jornal literário Álbum do Domingo.
Tentou também a carreira política, no Rio Grande do Sul, onde concorreu sem sucesso a uma vaga de deputado provincial.
Mudou-se para Buenos Aires, onde permaneceu trabalhando como jornalista e onde nasceu um filho em 1870. Retorna logo em seguida para Porto Alegre, onde trabalha como inspetor da colonização, mas permanece por pouco tempo. Mudou-se em 1878 para o Rio de Janeiro, onde fundou o Colégio Jansen, e mais tarde, através de concurso, foi nomeado professor de alemão no Colégio Pedro II. No Rio ainda manteve contato com os antigos amigos brummer, como Carlos von Koseritz, que o visitou, em 1883, antes de fazer uma viagem de trem entre o Rio e São Paulo.
Como professor, escreveu a gramática Neuestes praktisch-theoretisches Lehrbuch der Portugiesischen Sprache, editada em 1863, cuja 12ª edição foi publicada em 1926, pela Casa Gomes Pereira, do Rio de Janeiro. Além disso, publicou várias outras obras, como O Patuá, um romance regionalista. Também foi o primeiro a publicar um livro infantil no Brasil, tendo traduzido e adaptado clássicos para a juventude como As mil e uma noites, Dom Quixote e Robinson Crusoé, além de vários contos dos Irmãos Grimm.